# Liesing (Gemeinde Lesachtal)
Liesing ist eine Ortschaft in der Gemeinde Lesachtal in Kärnten. Die Ortschaft hat 110 Einwohner (Stand 1. Jänner 2024).
Das Haufendorf Liesing im Lesachtal liegt in 1043 m Seehöhe. In Liesing befindet sich das Gemeindeamt der Gemeinde Lesachtal. Bis Ende 1972 war Liesing eine eigenständige politische Gemeinde, dann wurde der Ort im Zuge der Kärntner Gemeindestrukturreform 1973 mit Maria Luggau, Birnbaum und Sankt Lorenzen zusammengelegt.

## Kultur und Sehenswürdigkeiten
- Pfarrkirche hl. Nikolaus
- Bildstock
- Bäuerliche Paarhöfe und Mauerspeicher
- Der Ort liegt in der Nähe der 5 Radmühlen in Maria Luggau und der Doppelradmühle Wachterbachmühle im Weiler Tiefenbach an der Grenze zu Osttirol.